# Sparkasse Fröndenberg
Die Sparkasse Fröndenberg war eine Sparkasse in Nordrhein-Westfalen mit Sitz in Fröndenberg/Ruhr. Die Sparkasse fusionierte im Jahre 2017 mit der Sparkasse UnnaKamen.

## Geschäftsgebiet und Träger
Das Geschäftsgebiet der Sparkasse Fröndenberg umfasste die Stadt Fröndenberg/Ruhr im Kreis Unna, welche auch Trägerin der Sparkasse war. 